# Álex Conrado
Álex Conrado (29 de marzo de 1969) es un compositor español para televisión y cine.

## Biografía
Nacido y criado en Madrid, ha sido músico desde muy joven. A los siete años aprendió a tocar la guitarra y, a los doce años, él y su hermano formaron una banda y componían, cantaban y tocaban sus propias canciones.
Asistió al Real Conservatorio de Madrid, donde estudió piano, orquestación y composición, y se graduó en 1996 con el Premio Flora Prieto en armonía y composición.
Entre 1991 y 1999, investigó y estudió con famosos compositores de vanguardia como György Ligeti, Helmut Lachenmann, Klaus Metzger, Mathias Espahlinger, Mauricio Kagel, Franco Donatoni y Brian Ferneyhough.
Interesado en descubrir nuevos lenguajes musicales, ingresó al campo de la música electroacústica. En 1993 cofundó el Laboratorio de Música Electroacústica en el Conservatorio Padre Soler, donde trabajó como compositor hasta 1996. Ese mismo año, el CDMC (Centro para la Difusión de Música Contemporánea) otorgó a Alex una beca que le permitió investigar y trabajar en los laboratorios del centro.
En 1996 se convirtió en el director del Conservatorio Maestro Alonso, en San Lorenzo de El Escorial, España, y ocupó este cargo hasta 2004.

## Música de cine
Paralelo a su actividad como músico clásico, y como su interés por la música de cine se hizo más fuerte, pasó cuatro años estudiando bajo compositores de música de cine de España, como Antón García Abril, Carmelo Bernaola y José Nieto .
Uno de sus primeros acercamientos a la música de cine ha sido con la película de Pedro Almodóvar «La flor de mi secreto», en la que trabajó como asistente para el compositor Alberto Iglesias.
En 2002, creó el curso "Técnicas para la Composición Musical de Cine", impartido en el Conservatorio Virtual. Este programa ha graduado a casi doscientos estudiantes de todo el mundo. This programme has graduated nearly two hundred students from all around the globe.
Su primer largometraje comisionado llegó en 2004 con la película Cinemart, dirigida por Jordi Mollà. Un año después, creó la partitura para la película Viure sense por (Una vida sin miedo), dirigida por Carlos Pérez Ferré y producida por In Vitro Films, por la que fue galardonado con el Premio a la Mejor Banda Sonora de Cine en la Mostra Cine Valencia. Desde entonces, Alex ha trabajado regularmente para In Vitro Films y sus puntajes se pueden encontrar en muchas de las producciones de la compañía.
Recientemente trabajó con anuncios, con el director Carlos Lascano para la campaña publicitaria de Al Balad, otorgada en el Dubai Lynx International Advertising Festival 2009. En 2011 volvimos a trabajar con Lascano, esta vez en "A Shadow of Blue", un cortometraje animado de técnica mixta que fue preseleccionado para la 84.ª edición de los Premios de la Academia.
Durante 2011 y principios de 2012, Alex compuso la música para dos exitosos programas de televisión en español, ambos emitidos por Antena 3: El Secreto de Puente Viejo y Toledo.
Para "El Secreto de Puente Viejo", Alex recibió una nominación a la Mejor Música en la XV edición de los Premios Iris de la Academia de las Ciencias y las Artes de Televisión de España.

## Composiciones
- 2004 Cinemart (Dirigida por Jordi Mollá)
- 2005 Viure sense por (Dirigido por Carlos Pérez)
- 2006 Libro de familia (Dirigido por Ricard Figueras)
- 2006 Tirando a dar (Dirigida por Cesar Rodríguez)
- 2007 Para que nadie olvide tu nombre (Dirigida por Cesar Martínez)
- 2007 El estafador (Dirigido por Ricard Figueras)
- 2008 Adrenalina (Dirigida por Joseph Johnson y Ricard Figueras)
- 2008 Violetas (Dirigida por Rafa Montesinos)
- 2011 El secreto de Puente Viejo (Directores diferentes)[11]
- 2011 Una sombra de azul (Dirigida por Carlos Lascano)[12]
- 2011 Retorno (Dirigido por Nikita Ovsyannikov)
- 2012 Toledo (Dirigida por Luis Santamaría)
- 2015 Acacias 38
- 2022 La Promesa
- 2024 Valle Salvaje